# Zentralbibliothek der Europäischen Kommission

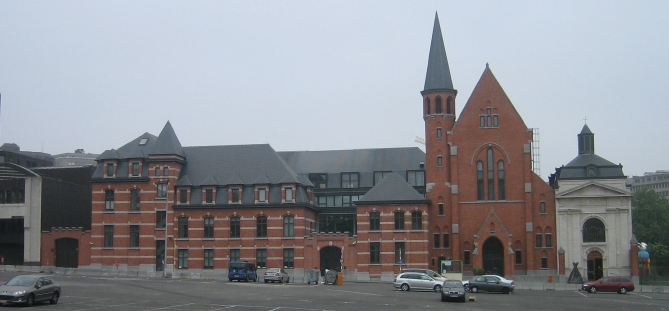
Zentralbibliothek der Europäischen Kommission, Standort in Brüssel (2007)

Die Zentralbibliothek der Europäischen Kommission wurde 1958 im Zuge der Gründung der Europäischen Kommission eingerichtet und hat ihren Sitz in Brüssel. Die Sammlungen und Bestände der Zentralbibliothek umfassen 505.000 Werke und bieten einen aktuellen und historischen Überblick über die jüngste europäische Geschichte und europäische Integration.

## Themenbereiche
- Internationale Zusammenarbeit; Internationale Beziehungen; Völkerrecht; Europäische Gemeinschaften
- Wirtschaftspolitik; Planung; Sozialpolitik; soziale Probleme
- Wirtschaft; Wirtschaftsbedingungen; Wirtschaftslehren und -systeme
- Recht; Verwaltung; Politik
- Kultur; Gesellschaft
- Aus- und Weiterbildung
- Landwirtschaft
- Industrie
- Handel
- Verkehr
- Öffentliche Finanzen; Banken; Internationale Währungsbeziehungen
- Management; Produktivität
- Beschäftigung
- Demographie; Bevölkerung
- Biologie; Ernährung; Gesundheit
- Umwelt; Natürliche Ressourcen
- Erd- und Weltraumwissenschaft
- Naturwissenschaften; Forschung; Methodik
- Information; Dokumentation; Informatik; Terminologie

Der ECLAS-Katalog der Zentralbibliothek der Europäischen Kommission bietet ein umfangreiches Online-Serviceangebot.